# Голема планина
Голема планина е планина в Западна Стара планина, Софийска област, на изток и юг от Искърския пролом, северен клон на Мургашкия планински дял.

## Географско положение, граници, големина
Голема планина представлява дъга с посока северозапад-югоизток, с дължина около 45 км и ширина 10 – 15 км, отворена на североизток. На запад и север грандиозният Искърския пролом я отделя от планините Мала планина и Понор, Козница и Врачанска планина. На изток долината на река Габровница (десен приток на Искър) я отделя от Ржана планина, а на юг – долината на Батулийска река (десен приток на Искър) – от Софийска планина. На североизток склоновете ѝ плавно се понижват към Ботевградската котловина, а на югоизток, чрез седловина висока около 1030 м се свързва с планината Мургаш.

### Върхове
Най-висока точка е връх Чукава (1587,6 м), разположен на около 3 км югозападно от село Осеновлаг.
| Име              | Кота (m) |
| ---------------- | -------- |
| Чукава           | 1587,6   |
| Издремец         | 1492,6   |
| Увеса            | 1455,1   |
| Лескова могила   | 1432,2   |
| Лиляка           | 1398,7   |
| Яворец           | 1348,1   |
| Плато            | 1343,9   |
| Високата чукла   | 1336,5   |
| Бигла            | 1320,6   |
| Старо пладнище   | 1296,9   |
| Данчулица        | 1265     |
| Златаришка чукла | 1262     |
| Влаина           | 1260,4   |
| Градище          | 1232,8   |
| Кобилището       | 1228     |
| Кравя            | 1207,4   |
| Рудешки камък    | 1185     |
| Танкосер         | 1141,8   |
| Погледец         | 1125     |

## Геоложки строеж
Склоновете ѝ са силно разчленени от притоците на Искър, Габровница и Батулийска река. Образувана е върху северното крило на Свогенската антиклинала. На северозапад е изградена от триаски и юрски варовици и пясъчници, а на югоизток се разкриват палеозойски песъчливо-гленести шисти. В тази връзка са и оловно-цинковите находища в района на село Осеновлаг. Южният ѝ склон е обезлесен и подложен на интензивна ерозия.

### Пещери
- Меча дупка [1]

## Климат и води
Климатът е умерено-континентален със сравнително студена зима и прохладно лято. От планината водят началото си Ябланишка, Огойска, Оградишка, Кръстешка река (притоци на Батулийска река), Трескавец (приток на Искър), Рединска река (приток на Искър), Селска река (приток на Рединска река), Габровница (приток на Искър) и др.

## Почви
Почвите са сиви и кафяви горски.

## Флора
Билото е обрасло с храстова и тревна растителност и пасища. Северните и източните склонове са покрити с букови гори, на места се срещат и вековни дървета. От широколистните са разпространени също зимен дъб, цер, габър, шестил. Някои склонове за залесени с изкуствени борови горички, които започват да се саморазпространяват по изоставените пасища. Покрай реките растат елша, върба, трепетлика. Ливадите са богати на билки - мащерка, риган, жълт и червен кантарион, бял равнец, шипки. В горите се намират манатарки, пач крак, сърнела, рижика, масловки, по пасищата - ливадни печурки, челядинки, гигантска пърхутка.

## Защитени територии
- Джуглата – природна забележителност [2]
- Трескавец – защитена местност [3]

## Населени места
Във вътрешността на планината са разположени селата Бов, Брезовдол, Буковец, Лакатник, Лесковдол и Огоя, а по периферията ѝ: Бакьово, Батулия и Ябланица (по долината на Батулийска река); град Своге и селата Гара Бов, Гара Лакатник, Желен, Левище, Реброво, Редина, Томпсън и Церово (по долината на река Искър); Габровница и Осеновлаг (по долината на река Габровница). По североизточниа склон, на границата с Ботевградската котловина са селата Литаково и Врачеш.

## Туризъм
- През Голема планина преминава маршрута „Ком – Емине“ – българската отсечка на европейския туристически маршрут Е-3.
- Батулийски манастир – намира се в южното подножие на планината.

### Хижи
В Голема планина са изградени хижите: „Лескова“ (в близост до връх Чукава), „Тръстена“ (в близост до селата Бов и Лакатник), „Буковец“ и „Трескавец“ (разрушена).
| Име         | Надморска Височина (m) | Действаща | Места | Ток | Вода |
| ----------- | ---------------------- | --------- | ----- | --- | ---- |
| „Лескова“   | 1340                   | Да        | 25    | Да  | Да   |
| „Тръстена“  | 1130                   | Да        | 30    | Да  | Да   |
| „Буковец“   | 700                    | Да        | 30    | Да  | Да   |
| „Трескавец“ |                        | Не        |       | Не  | Не   |

## Пътища
По долината на река Искър, по западното и северното подножие на Голема планина, на протежение от 46 км преминава участък от второкласен Републикански път II-16 Ребърково – Своге – София и част от трасето на жп линията София – Горна Оряховица – Варна.

## Топографска карта
- Лист от карта K-34-35. Мащаб: 1 : 100 000.
- Лист от карта K-34-47. Мащаб: 1 : 100 000.
- Лист от карта K-34-48. Мащаб: 1 : 100 000.